# كانتون لوتسيرن
كانتون لوتسيرن (بالألمانية: Kanton Luzern) هو أحد الكانتونات السويسرية. يقع في وسط سويسرا. تبلغ مساحته 1,493.44 كيلومتر مربع ويبلغ عدد سكانه 398,762 (حسب تعداد 31 ديسمبر 2015). عاصمته هي لوسيرن. يتكون من 5 مقاطعات و 83 بلدية.

## التقسيمات الإدارية
ينقسم الكانتون إلى 5 مقاطعات والتي بدورها تنقسم إلى عدة بلديات.

### المقاطعات
توجد 5 مقاطعات وتسمّى (بالألمانية: Ämter) وهي:
- مقاطعة انتلوبوخ، عاصمتها شوبفايم
- مقاطعة هوكدورف، عاصمتها هوكدورف
- مقاطعة لوتسيرن، عاصمتها لوتسيرن
- مقاطعة سورزي، عاصمتها سورزي
- مقاطعة فيليزاو، عاصمتها فيليزاو

### البلديات
توجد 83 بلدية في هذا الكانتون.

## أعلام
- كورت كوش